# Miloš Milutinović
Miloš Milutinović (în sârbă Милош Милутиновић; n. 5 februarie 1933, Bajina Bašta – d. 28 ianuarie 2003, Belgrad) a fost un fotbalist și antrenor de fotbal sârb, cunoscut ca unul din cele mai mari talente din Serbia și ca o foarte bună extremă.
A fost golgheterul primei ediții a Cupei Campionilor Europeni, în sezonul 1955-1956, marcând două goluri în primul meci din competiție, cel cu Sporting Clube de Portugal, terminat la egalitate, scor 3-3. În retur a înscris încă patru goluri, Partizan învingând-o pe Sporting cu scorul de 5-2 în Belgrad. În sferturi a înscris 2 goluri în manșa retur a sferturilor contra celor de la Real Madrid (3-0), dar echipa sa a fost eliminată datorită rezultatului din tur, 0-4.
A jucat pentru Partizan în 213 meciuri, în care a înscris 231 de goluri și cu care a câștigat două cupe naționale (1954 și 1957). A mai jucat la OFK Belgrad și Bayern München. În 1959 a fost operat la plămâni. După un an în Germania s-a transferat la RC Paris.
A câștigat cu Iugoslavia Campionatul European de tineret în 1951, unde a fost golgheter cu 4 goluri. A debutat la naționala mare pe data de 21 mai 1953 într-un meci cu Țara Galilor (5-2). A strâns 33 de selecții și a jucat la CM 1954 și CM 1958.
După retragere s-a apucat de meseria de antrenor, conducând de la margine echipele OFK Belgrad, FK Dubočica (Leskovac), FK Proleter (Zrenjanin), Atlas, Beșiktaș J.K., Altay, Velež Mostar (a câștigat cupa națională în 1981), FK Partizan (a câștigat campionatul în 1983)și reprezentativa Iugoslaviei.
A fost fratele faimosului antrenorul Bora Milutinović și a coechipierului său de la Campionatul Mondial de Fotbal 1958, Milorad Milutinović.